# Waltheria

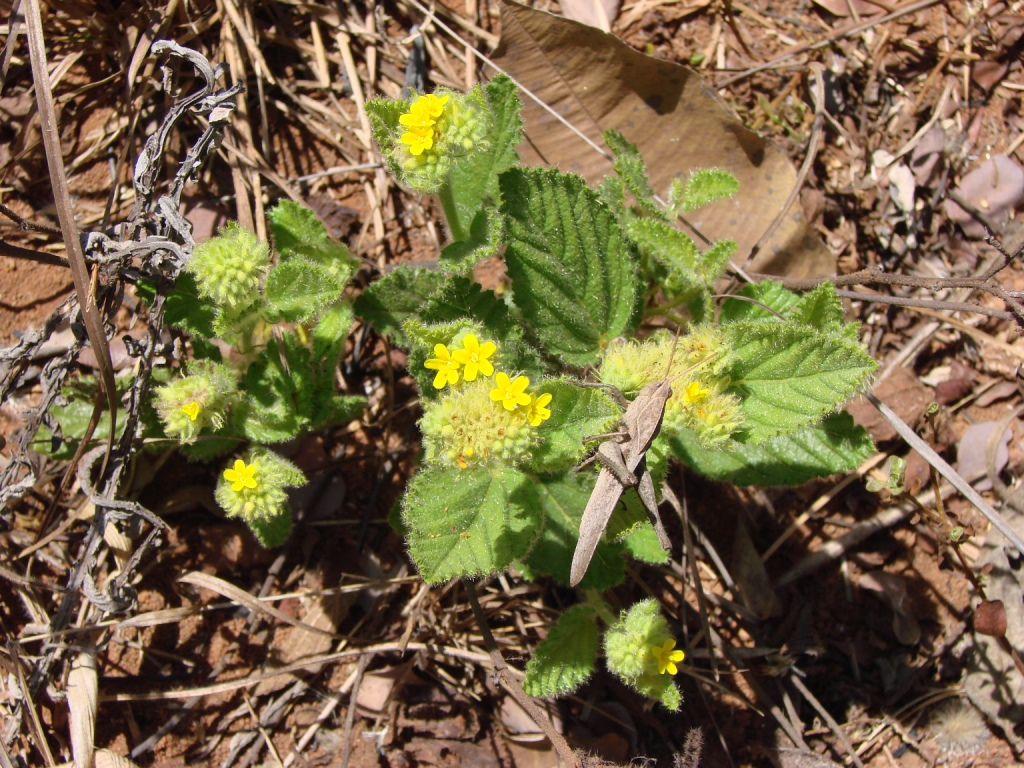
Waltheria communis

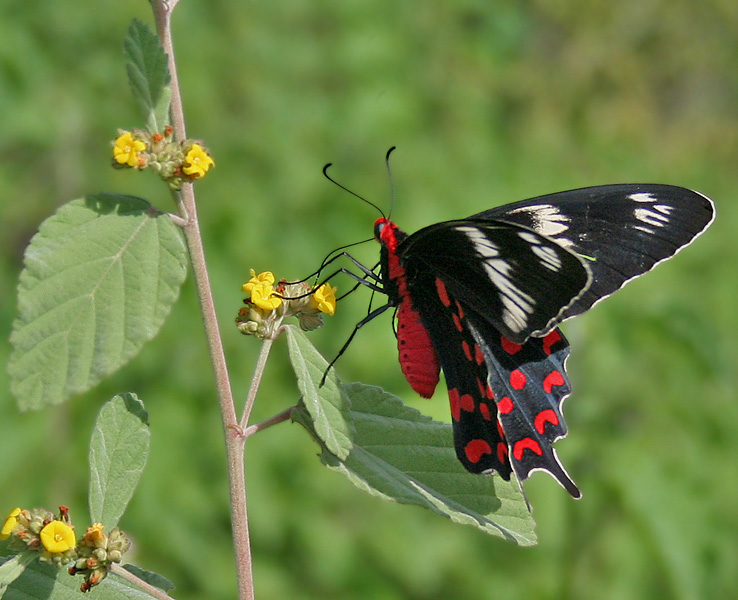
Waltheria indica mit dem Schmetterling Atrophaneura hector

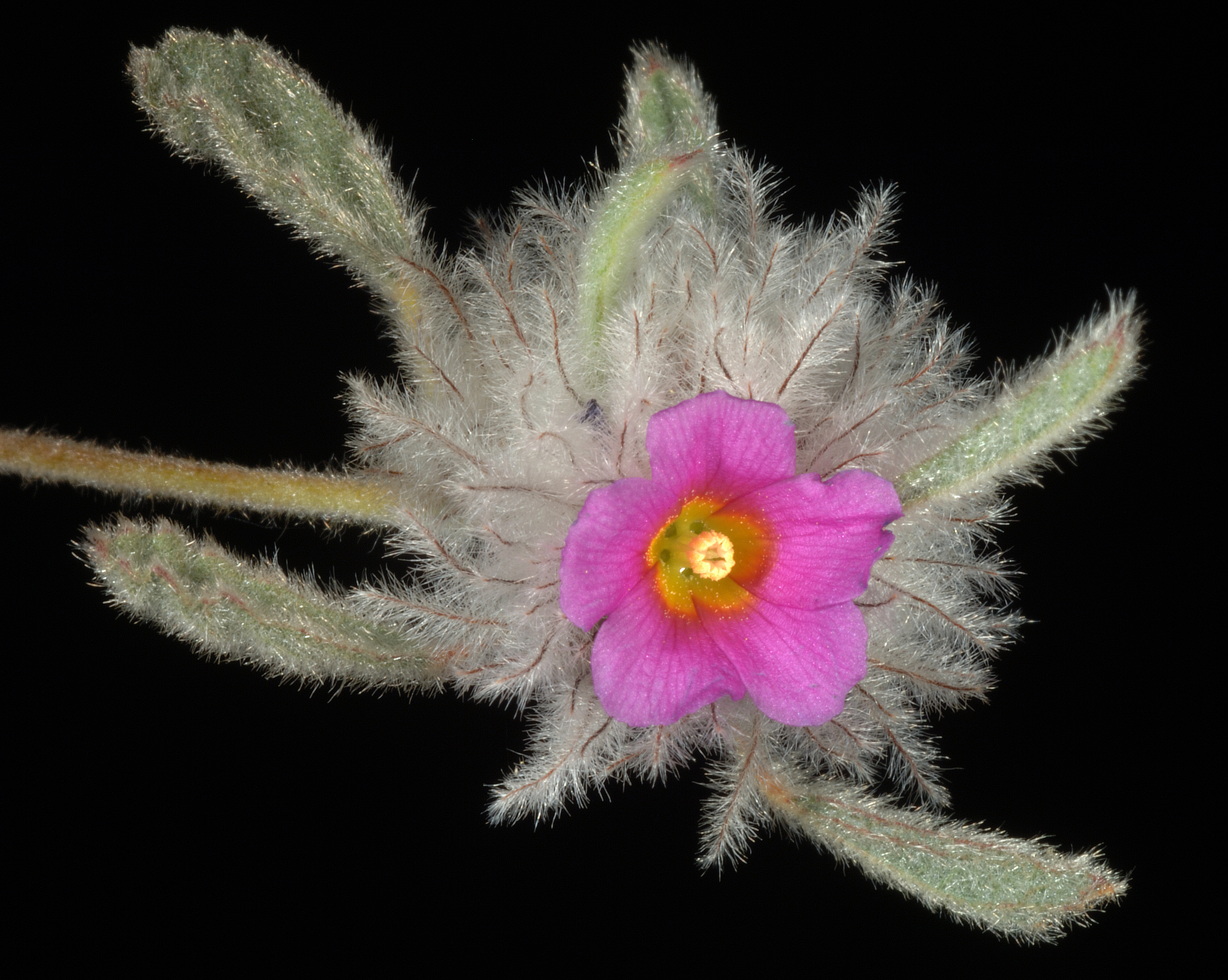
Waltheria virgata

Waltheria ist eine Pflanzengattung aus der Familie der Malvengewächse (Malvaceae). Das Hauptverbreitungsgebiet der etwa 50 Arten liegt im tropischen Amerika. Der Gattungsname ehrt den deutschen Arzt und Botaniker Augustin Friedrich Walther (1688–1746).

## Beschreibung
Waltheria-Arten sind ausdauernde krautige Pflanzen oder Halbsträucher. Sie sind schwach sternhaarig flaumig behaart und selten verholzt. Die Nebenblätter sind lanzettlich, die Blattspreite ist einfach und zeigt einen fein gesägten Blattrand. Der Blütenstand ist endständig oder achselständig, zymös und oft sind die Blüten eng zusammengedrängt. Die Blüten sind zwittrig und klein. Der Kelch ist fünflappig. Die fünf Kronblätter sind spatelförmig und bleibend. Die fünf Staubblätter sind an der Basis verwachsen und gegenständig zu den Kronblättern angeordnet. Die Staubbeutel sind zweithekig, die Theken stehen parallel. Der Fruchtknoten ist sitzend und einkammerig. Es sind 2 Samenanlagen vorhanden. Die Griffel sind an der Spitze keulig oder ausgefranst. Die Kapsel ist zweiklapprig. Je Kapsel ist ein Same vorhanden. Die Samen besitzen viel Endosperm. Die Keimblätter sind flach.

## Vorkommen
Die Gattung ist hauptsächlich in den Tropen Amerikas verbreitet. Eine Art (Waltheria indica) kommt in China vor, ist dort aber nicht ursprünglich.

## Systematik
Waltheria wurde 1753 von Carl von Linné in seinem Werk Species Plantarum erstbeschrieben. Es werden etwa 50 Arten unterschieden. Hier eine Auswahl:
- Waltheria acuminata Rose: Mexiko.[3]
- Waltheria albicans Turcz.: Südwestliches Mexiko und tropisches Südamerika.[3]
- Waltheria bahamensis Britton: Sie kommt auf den Bahamas und in Florida vor.[4]
- Waltheria berteroi (Spreng.) J.G.Saunders: Kolumbien bis Venezuela.[3]
- Waltheria carmensarae J.G.Saunders: Südöstliches Venezuela, Paraguay bis nordöstliches Argentinien.[3]
- Waltheria carpinifolia A.St.-Hil. & Naudin: Südöstliches und südliches Brasilien.[3]
- Waltheria collina K.Schum.: Kolumbien bis Venezuela, südöstliches Brasilien.[3]
- Waltheria communis A.St.-Hil.: Bolivien bis Brasilien und nördliches Argentinien.[3]
- Waltheria detonsa A. Gray: Sie kommt in Arizona und in Mexiko vor.[4]
- Waltheria glomerata C.Presl: Baja California bis Kolumbien und Venezuela.[3]
- Waltheria indica L.: Tropisches und subtropisches Amerika.[3]
- Waltheria involucrata Benth.: Südamerika.[3]
- Waltheria lanceolata R.Br. ex Mast.: Westliches tropisches Afrika.[3]
- Waltheria macrophylla Hassl.: Paraguay.[3]
- Waltheria operculata Rose: Südwestliches Mexiko bis tropisches Südamerika.[3]
- Waltheria ovata Cav.: Peru bis Chile, Galapagos-Inseln.[3]
- Waltheria procumbens J.G. Saunders & Soria: Paraguay.[3]
- Waltheria viscosissima A.St.-Hil.: Westliches Mexiko und tropisches Südamerika.[3]

## Belege